# Joshua Nkomo

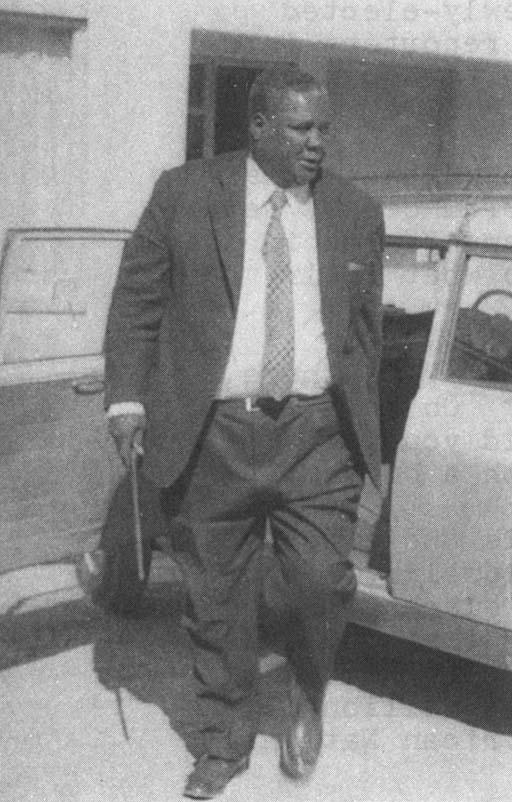
Joshua Nkomo 1975

Joshua Mqabuko Nyongolo Nkomo (* 19. Juni 1917 in Bukalanga/Bulilima, im späteren Semokwe Reserve, Matabeleland; † 1. Juli 1999 in Harare) war ein simbabwischer Politiker. Er war Gründer der Zimbabwe African People’s Union (ZAPU) und von 1988 bis 1999 Vizepräsident von Simbabwe.

## Leben

### Kindheit, Schulzeit und erste Berufsjahre
Er wurde in Bukalanga/Bulilima (später in Semokwe Reserve umbenannt) im Matabeleland geboren. Sein Vater stamme aus den Ndebele und die Mutter aus dem Nguni-Volk. Seine Geburtsregion liegt im damaligen Südrhodesien. Beide Eltern arbeiteten für die London Missionary Society, die Mutter als Köchin und der Vater als Fahrer, später wurde dieser Lehrer.
Seine Grundschulzeit verbrachte Nkomo an der Tjolotjo School im gleichnamigen Ort. Danach nahm er zusammen mit seinem Bruder eine Arbeit als Fahrer auf. Dieser arbeitete bereits als „Lieferjunge“ für die Osborn’s Bakery (Bäckerei), deren Besitzer Sir Donald Macintyre war. Zudem verdingte sich Nkomo auch als Zimmerer in Kezi und Tjolotjo.
Nachdem er etwas Geld angespart hatte, reiste er mit dem Zug nach Durban, wo er am Adams College eine weiterführende Schulbildung absolvierte. Er empfand diese Zeit als „etwas peinlich“, weil er als junger Erwachsener auf Schulbänken für Kinder sitzen musste und seine Mitschüler zudem deutlich jünger waren. Unterstützung erhielt er dort durch die Schulverwalterin Hoskins, die ihn als Fahrer in ihrer Freizeit in Anspruch nahm, nach dem ersten Schuljahr das Schulgeld erließ und ihn überredete zu bleiben.
Im Jahr 1944 schrieb er sich an der Jan Hofmeyr School of Social Science in Johannesburg ein. Hierfür erhielt er weiterhin finanzielle Unterstützung von Frau Hoskins, wodurch die Studiengebühren für den dreijährigen Ausbildungsgang finanziert werden konnten. Während seines Aufenthalts in Johannesburg kam er mit Nkosazana Dlamini Zuma und Anton Muziwakhe Lembede zusammen, beide damals einflussreiche Mitglieder des südafrikanischen African National Congress.
Nachdem er 1947 nach Bulawayo zurückgekehrt war, nahm er eine Stelle bei den Rhodesia Railways als Sozialarbeiter an. Erstmals besetzte die Eisenbahngesellschaft diese Funktion mit einem schwarzen Mitarbeiter. Während dieser Zeit absolvierte er ein Fernstudium an der UNISA und erwarb abschließend einen Bachelor of Arts in den Disziplinen Wirtschaft und Soziologie. Sein Engagement als Sozialarbeiter mündete schließlich in einer gewerkschaftlichen Aktivität. Er wurde 1951 zum Sekretär der Railway Workers’ Association gewählt. Während dieser Zeit baute Nkomo die bisher mangelhaft organisierte Gewerkschaft weiter auf, gewann viele Mitglieder und gründete zahlreiche regionale Strukturen.

### Politischer Werdegang
Durch seine erfolgreiche Gewerkschaftsaktivität kam Nkomo mit schwarzen Politikern seines Landes in Kontakt. Bereits 1952 wählte man ihn zum Präsidenten des südrhodesischen African National Congress („AN Congress“). Nkomo nahm mit politischen Führern in Nordrhodesien Kontakt auf, um sie von der Gründung einer übergreifenden Organisation zu überzeugen, die All-African People’s Convention. Dieses Vorhaben hatte jedoch wenig Erfolg und wurde bereits 1954 wieder aufgelöst.
Im Jahre 1952 lud der Premierminister Südrhodesiens, Godfrey Huggins, Nkomo nach London zu einer Konferenz zwecks der Errichtung einer Föderation von Rhodesien und Njassaland ein, um dort die schwarze Bevölkerung zu vertreten. Er kam dieser Aufforderung nach, kehrte jedoch stark enttäuscht wieder zurück. Im Jahr Januar 1954 kandidierte Nkomo als unabhängiger Kandidat für die Parlamentswahl für diesen Föderationsstaat. Er verlor die Wahl deutlich gegen seinen Kontrahenten Mike Hove von der United Federal Party (UFP). Im Verlaufe desselben Jahres gab Nkomo seine Stelle bei der Eisenbahngesellschaft auf und gründete ein eigenes Unternehmen, wodurch er sich mit einem Auktionshaus und als Versicherungsagent betätigte. Nkomo führte die Führung des AN Congress fort, konnte jedoch durch die Gründung der Föderation wenig Wirksamkeit entwickeln. In dieser Zeit trat nur die regionale Struktur in und um Bulawayo als politisch wirksam in Erscheinung.
Im Jahr 1957 wurde in Salisbury die Jugendorganisation (ANYL) des AN Congress auf Initiative von George Nyandoro, James Chikerema und Edson Sithole gegründet. Dabei stützen sich deren Gründer auf die Regionalorganisation der Partei in Bulawayo. Gemeinsam mit den jungen Akteuren begann Nkomo den AN Congress zu reformieren und wurde am 12. September wieder zum Präsidenten der Organisation gewählt. 1958 entfachte der AN Congress eine intensive Kampagne gegen den erlassenen Land Husbandry Act (etwa: „Landnutzungsgesetz“), die unter Befürwortern und Gegnern große Aufmerksamkeit erlangte. Gerichtliche Verurteilungen und Aufhebung dieser Entscheidungen durch das Berufungsgericht führten dazu, dass Nkomo und seine Mitstreiter zu Volkshelden aufstiegen.
Nkomo nahm 1958 an der ersten Versammlung der All-African People’s Conference in Accra (Ghana) teil. Von dort reiste er nach Kairo. Als er noch in Ägypten weilte, rief die Regierung von Südrhodesien am 26. Februar 1959 den Ausnahmezustand im gesamten Land aus. Unter diesen Bedingungen verhafteten die Behörden 500 Mitglieder des AN Congress. Nkomo blieb im unfreiwilligen Exil und warb auf Reisen für die Positionen des AN Congress und argumentierte gegen die „weiße“ Herrschaftsdominanz in seinem Land. Diese Entwicklungen förderten neue kritische Aktivitäten. Am 1. Januar 1960 gründete sich die National Democratic Party (NDP) mit Michael Mawema als ersten Präsidenten dieser neuen Partei. Ihr Programm hatte Ähnlichkeiten mit dem vom AN Congress. Nach größeren Unruhen in Salisbury im Juli 1960 traf sich Nkomo mit Garfield Todd, dem ehemaligen Premierminister von Südrhodesien. Daraus folgte ein Aufruf an die Regierung des Vereinigten Königreichs, mit dem Ziel, die Rechtswirksamkeit der Verfassung ihrer Kronkolonie Südrhodesien auszusetzen und demokratische Verhältnisse zu befördern. Im September wandte sich Nkomo an die Vereinten Nationen.
Im Verlaufe des Jahres 1960 kehrte er aus dem Exil zurück, hatte die Zusage von Regierungschef Edgar Whitehead auf freien Aufenthalt, und erlebte in Salisbury einen stürmischen Empfang von Tausenden aus seinem Unterstützerkreis. Unter diesen schwierigen Bedingungen akzeptierte die „weiße“ Regierung Nkomo als Führer der stärksten politischen Oppositionsbewegung. Im weiteren Verlauf begannen die Vorbereitungen zu einer Rhodesien-Konferenz in London. Nkomo wurde als oberster Repräsentant der NDP akzeptiert und eingeladen. Einige Tage nach ihrem Beginn verließ Nkomo nach Kenneth Kaunda (Nordrhodesien, späteres Sambia) und Hastings Banda (Njassaland, späteres Malawi) aus Protest die Sitzung. Als Reaktion darauf erklärte Edgar Withehead, dass er nicht zustimmen werde, dass Nkomo an künftigen Beratungen über eine neue Verfassung von Rhodesien teilnimmt. Die abgebrochene Konferenz wurde in der Mitte Januar 1961 in Salisbury fortgesetzt. Mit einer Vereinbarung vom 7. Februar verständigte man sich über eine künftige Parlamentsstruktur. Am 8. Februar 1961 verlas der Sekretär für Öffentlichkeitsarbeit, Robert Mugabe, die offizielle unterstützende Erklärung der NDP und nutzte diesen Auftritt, gegen diesen Verhandlungsstand zu mobilisieren. Dies führte dazu, dass die Partei ihre Haltung änderte und die Vorschläge am 17. Februar ablehnte. Die ausgehandelten Ergebnisse, vor allem zum Wahlverfahren und der Wahlkreise, erregten im NDP-Vorstand heftigen Widerspruch. Nkomo musste schließlich die Stärke des Gegenwinds erkennen und akzeptieren. Aus London erhielt er ein Telegramm von Leopold Takawira, in dem das Verhandlungsergebnis als „teuflisch und katastrophal“ bezeichnet wurde. Nkomo reiste nach London, um mit Takawira sowie mit dem Commonwealth-Sekretär Duncan Sandys zu sprechen. Noch in London distanzierte er sich nach diesen Konsultationen mit einer Pressemitteilung von den Verhandlungsergebnissen. In Südrhodesien flammten wieder Unruhen auf, in deren Folge gegen die NDP am 10. Dezember 1961 durch Regierungsstellen eine Bannungsverfügung erlassen wurde.
Am 18. Dezember 1961 gründete sich als Nachfolgerin der NDP die Zimbabwe African People’s Union (ZAPU) und Nkomo wurde als erster Präsident gewählt. In den ersten Monaten ihrer Existenz setzte die Partei die programmatischen Punkte der NDP fort, allerdings mit deutlicher Militanz.
Nach dem Verbot der ZAPU im September 1962 begann ihr Zerfall im darauf folgenden Jahr und Mugabe schuf zusammen mit Ndabaningi Sithole und der Mehrheit der Angehörigen der Shona am 8. August 1963 die Zimbabwe African National Union (ZANU), so dass in der ZAPU hauptsächlich Ndebele zurückblieben. Am 16. April 1964 wurde Nkomo von der Regierung unter Ian Smith verhaftet und zu einer einjährigen Haftstrafe im Camp Gonakudzingwa verurteilt. Seine Revision war zunächst aus formalen Gründen erfolgreich, allerdings wurde der dafür verantwortliche Rechtsmangel durch eine erneute richterliche Entscheidung aufgehoben. Nkomo blieb für 10,5 Jahre an wechselnden Orten und unter verschiedenen Bedingungen in Haft. In dieser Zeit verlor die ZAPU ihre Führungsrolle an Mugabes ZANU, mit der sich die ZAPU 1976 unter dem Namen Patriotic Front (PF) zusammentat. 1975 war Nkomo Präsident des Inlandflügels nach der Spaltung des wiedergegründeten ANC.
Nach den Wahlen im Februar 1980 wurde Nkomo zunächst Innenminister, später unter Präsident Mugabe Minister ohne Geschäftsbereich, nachdem er diesem unerwartet unterlegen war. Im Konflikt mit Mugabe schied er 1982 aus der Regierung aus. Im Dezember 1987 kam es zur Einigung mit Mugabe und zur Verschmelzung ihrer Parteien zur ZANU-PF. Nkomo wurde zunächst Minister im Präsidialamt, ab 1988 dann Vizepräsident und behielt dieses Amt bis zu seinem Tod im Jahre 1999.

## Familie
Nkomo war das dritte Kind in der Familie, geboren nach seiner Schwester (* 1910) und seinem Bruder (* 1913). Joshua Nkomo starb 1999 an einem Krebsleiden in Harare. Er hinterließ seine Frau Johanna und drei Kinder.